# 舒利希夫卡 (切爾尼希夫區)
51°22′52″N 30°50′15″E / 51.38111°N 30.83750°E
舒利希夫卡（烏克蘭語：Шульгівка），是烏克蘭北部切爾尼希夫州切爾尼希夫區米哈伊洛-科秋宾斯凯市镇的村落。始建於1859年，面積0.37平方公里，海拔高度123米，2001年人口110，人口密度每平方公里294.9人。